# Lion-Mane
Lion-Mane è un personaggio dei fumetti DC Comics. Creato da Gardner Fox e Murphy Anderson, è un supercriminale comparve per la prima volta in Hawkman (vol. 1) n. 20 (luglio 1967).

## Storia

### Ed Dawson
Archeologo e cacciatore di leoni, Ed Dawson venne in contatto con un meteorite mistico chiamato Mithra che lo trasformò in un leone mannaro, e combatté contro Hawkman che lo riportò alla normalità. Da lì in poi, Dawson continuò la sua carriera criminale come Lion-Mane.
Il personaggio fu inizialmente rimosso dalla continuità post-Crisi/Hawkworld, ma ricomparve alcuni anni dopo nella serie regolare di Hawkman, con protagonista l'Hawkman della Golden Age e la moderna Hawkgirl, Kendra Saunders.
Lion-Mane fu gravemente ferito, addirittura perse l'occhio sinistro, per mano del supereroe in Hawkman vol. 4 n. 43 (ottobre 2005).
In questa continuità si può presumere che Lion-Mane fosse un nemico di Carter Hall piuttosto che della reincarnazione di Hawkman nota come Katar Hol.
La copertina di Justice League of America vol. 2 n. 13, mostra un membro dell'Injustice League che potrebbe essere Lion-Mane, anche se quest'ipotesi non fu confermata dalla storia.

### Karen Ramis
Un nuovo Lion-Mane fu introdotto post-Ora zero in Hawkman vol. 3 n. 20, una scienziata di nome Karen Ramis fu trasformata nel nuovo Lion-Mane, l'avatar di un leone, dal meteorite Mithra. Hawkman aiutò a espellere l'avatar da lei e scelse l'Ed Dawson post-Ora Zero. Nel n. 25, si scoprì che gli avatar precedenti del leone e dell'aquila si erano già battuti in passato.

## Altre versioni
- Un altro personaggio di nome Lionmane risiede su Terra-Due. Questa versione era un umano con caratteristiche feline e una forza enorme. Fu inizialmente lo scagnozzo della Catwoman di quel mondo, ma successivamente si batté contro sua figlia, la Cacciatrice, durante una rivolta in una prigione.
- In Hawkman vol. 3 n. 25, uno dei precedenti avatar si batté contro un guerriero angelico di nome Gabriel (presumibilmente l'avatar aquila).